# Finsterhennen
Finsterhennen (frz. Grasse Poule) ist eine politische Gemeinde im Verwaltungskreis Seeland des Kantons Bern in der Schweiz.
Neben der Einwohnergemeinde existiert weder eine Burger- noch eine eigene Kirchgemeinde unter diesem Namen. Kirchlich ist Finsterhennen Siselen angeschlossen.

## Geographie
Finsterhennen liegt im Grossen Moos, einem besonders fruchtbaren Gebiet mit fast schwarzen Böden im Berner Seeland. Die Nachbargemeinden von Norden beginnend im Uhrzeigersinn sind Lüscherz, Siselen, Kallnach, Treiten und Brüttelen.

## Geschichte
Urkundlich wurde Finsterhennen erstmals zwischen 1212 und 1220 erwähnt.
Die hochmittelalterliche Wüstung Uf der Höchi wurde von 2002 bis 2005 archäologisch untersucht.

## Politik
Gemeindepräsident ist Marcel Bergauer-Coianiz (Stand 2024).
Bei den Nationalratswahlen 2023 betrugen die Wähleranteile in Finsterhennen (in Klammern die Veränderung im Vergleich zu den Wahlen 2019 in Prozentpunkten): SVP 50,55 % (+10,32), Mitte 13,04 % (−3,35), SP 10,74 % (+3,32), glp 8,60 % (−0,70), Grüne 4,42 % (−2,62), EVP 3,62 % (+0,63), FDP 2,68 % (−1,86), EDU 1,88 % (−1,96), SD 0,21 % (−0,48).

## Verkehr
Finsterhennen ist mit einem Bahnhof der BTI Richtung Biel/Bienne und Ins erschlossen.